# 2-Chlorstyrol
2-Chlorstyrol ist eine chemische Verbindung aus der Gruppe der Styrolderivate.

## Gewinnung und Darstellung
2-Chlorstyrol kann durch Reaktion von Chlorbenzol mit Ethylen in Gegenwart eines Katalysators gewonnen werden:

## Eigenschaften
2-Chlorstyrol ist eine entzündliche, hellgelbe Flüssigkeit, die praktisch unlöslich in Wasser ist. Die Verbindung wird stabilisiert mit 0,1 % 4-tert-Butylcatechol oder Hydrochinon in den Handel gebracht.

## Verwendung
2-Chlorstyrol ist ein wichtiger Rohstoff und ein Zwischenprodukt, das in der organischen Synthese für Arzneistoffe, Agrochemikalien und Farbstoffe verwendet wird.